# ある閉ざされた雪の山荘で
『ある閉ざされた雪の山荘で』（あるとざされたゆきのさんそうで）は、東野圭吾の長編推理小説。
1992年3月5日に講談社ノベルスとして単行本が発行され、1996年1月15日に講談社文庫から文庫本が発行された。
第46回日本推理作家協会賞（長編部門）候補作。文庫版の解説は法月綸太郎。
2024年1月に映画版が公開された。

## 概要
『閉ざされた雪の山荘』という題名でありながら、作中では雪は降らず、物理的に閉じ込められた状況ではない。しかし、劇団の舞台稽古という設定を用いることで、仮想の「吹雪の山荘」というクローズドサークルが形成されるという異色の構成が話題を呼んだ。
主人公を含む七名の若者たちは、オーディションに合格した劇団員である。演出家の厳命により外部との連絡を絶たれた状況下、「吹雪の山荘」にいるという想定で演技を続けることを強いられる。劇団員たちは、演出家の不興を買い、役を降ろされることを恐れるあまり、外部との連絡や帰宅ができない心理状態に追い込まれていく。
そんな中、一人、また一人とメンバーが消息を絶ち、彼らが殺害された状況を示すメッセージが残される。当初、それは舞台稽古のための追加設定だと考えられていたが、次第に「本当に殺人事件が起きているのではないか」と疑念を抱くようになる。

## あらすじ

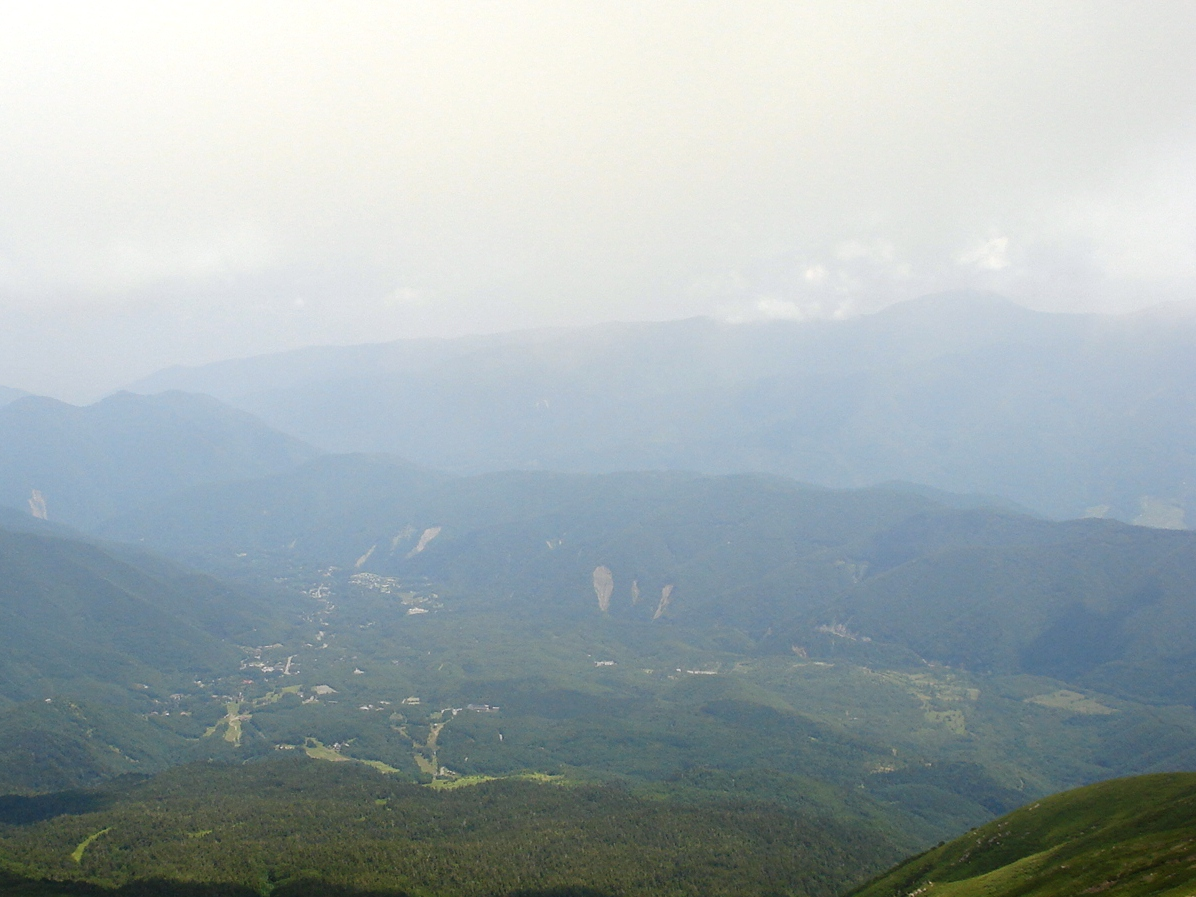
本作で舞台となった乗鞍高原

### プロローグ
俳優志望の青年・久我和幸は、劇団「水許」の女優・元村由梨江に惹かれ、近づくため実力派劇団「水許」の次回公演オーディションを受ける。300名の応募者の中、劇団員以外で合格したのは彼一人だった。
一ヶ月後、演出家・東郷陣平から手紙が届く。乗鞍高原のペンションでの打ち合わせ合宿、そして「口外、欠席はオーディション合格取り消し」という指示が記されていた。

### 1日目
数日後、早春のペンション「四季」にオーディション合格者である男女七名が集まる。しかし、山荘管理人・小田伸一は東郷の宿泊を聞いておらず、宿泊は劇団員七名のみ、管理人は説明後帰宅するという。
そこへ東郷からの速達が届き、「記録的な豪雪で電話も不通の孤立した山荘での殺人劇」という設定で自由にシナリオを考えながら稽古するよう指示される。さらに、電話使用や外部との接触は合格取り消しという警告が追伸されていた。7名は不審に思いつつも、与えられた設定で稽古を開始する。

### 2日目
翌朝、深夜に一人で遊戯室のピアノを弾いていた笠原温子が失踪。遊戯室には演出設定の紙があり、「笠原温子の死体はピアノ傍、ヘッドホンのコードで絞殺」と書かれていた。
残された6名は、筋書きを知る犯人役が笠原に『殺され役』を指示し、手紙を置いたと推理し、犯人捜しを始める。だが、「地面は雪に覆われ、足跡なし」という新たな演出設定が見つかり、施錠も完璧なため外部犯は否定される。
口の軽い女優・中西貴子から劇団の内情を聞くうち、先月のオーディションで不合格となり、帰郷先の飛騨高山でスキー事故に遭い半身不随となった麻倉雅美という劇団員の存在を知る。自殺説も囁かれる中、メンバーは麻倉を避けようとする。
自身のアリバイ確保と「犯人からの襲撃」を防ぐため、久我は本多雄一の部屋で同室となる。だが、零時前にスタンドライトが点灯せず、しばらくすると点灯するという異常が起こる。

### 3日目
翌朝、元村由梨江が失踪。彼女の部屋には「由梨江の死体は前頭部に鈍器による打撃痕、首に絞められた痕跡あり」との説明があった。その後、温子と由梨江の荷物から生理用品が、山荘裏手から血のついた花瓶が発見されるなど、不審な点が見つかる。
さらに、由梨江の部屋から「この紙を鈍器とする」という演出設定の紙、井戸の蓋からは温子のセーターの糸が見つかり、メンバーはこれが本当に芝居なのかと疑念を抱き、殺人事件の可能性を考え始める。
「犯人は麻倉雅美の恨みを晴らそうとしているのではないか」という推理がなされ、田所義雄は唯一の部外者である久我を疑う。残された五名は言い争うも、決定的な結論は出ず膠着状態となる。

### 4日目
翌朝、三度「殺され役」が失踪する事態は避けられ、全員が無事に起床する。しかし、朝食後、激しい眠気に襲われたメンバーは昏倒。その隙に、犯人と思われる者が三人目の「殺され役」である雨宮恭介を絞殺し、山荘から遺体を運び出す。
メンバーが目を覚ますと雨宮の姿はなく、「死体の状況、雨宮恭介は首を絞められて殺されている」と書かれた紙だけが残されていた。麻倉雅美の見舞いに行き、彼女に恨まれていると思われる3名全員が失踪したことで、犯行は終わったと思われた。
しかし、久我は犯人に向かって「もうこれで終わりなんですね？」と問いかける。この奇妙な舞台稽古を終わらせる探偵役を演じるため、久我は全ての真相を語り始める。

## 登場人物

### 劇団「水許」の団員
久我和幸（くが かずゆき）
俳優志望のフリーターで、アルバイトに明け暮れる。合宿メンバーで唯一、外部オーディション合格者。演技力・容姿は目を引く。クールな二枚目俳優で、ハーフのような顔立ち。身長はやや低く、貴子曰く「あと5センチあれば」。古典推理小説を多数読んでいるらしい。「堕天塾」の元劇団員で、「水許」に新加入。1年前に元村由梨江の芝居を見て一目惚れし、東郷のオーディションに応募、300人の中から合格を勝ち取った。人当たりは悪くないが、作中では由梨江のことしか考えておらず、恋敵の田所を邪険にする。内心で他人を馬鹿にする描写があり、笠原温子に見抜かれている。
笠原温子（かさはら あつこ）
最初の「殺され役」。退団した麻倉雅美を引き止めに行った三人組の一人。女性メンバーのリーダー格。演技力はそこそこ。中西貴子によると、演出家の東郷と恋人関係にあるらしい。久我和幸の本性をあっさり見抜くなど、男を見る目がある。ヘッドホンで電子ピアノを練習中、ヘッドホンのコードで首を絞められ死亡。荷物や靴はそのまま残されていた。
元村由梨江（もとむら ゆりえ）
二番目の「殺され役」。退団した麻倉雅美を引き止めに行った三人組の一人。舞台女優。容姿端麗な令嬢だが、演技はあまり上手くない。父は劇団「水滸」のパトロンで、財界に繋がりがある。山荘での部屋割りは笠原温子との二人部屋だったが、温子はベッドで眠らず失踪。2日目、自身が殺され役となり、深夜にドアを開けたところを「鈍器」で前頭部を強打され、暗闇で首を絞められて死亡。
雨宮恭介（あまみや きょうすけ）
三番目の「殺され役」。退団した麻倉雅美を引き止めに行った三人組の一人。男性メンバーのリーダー格で、劇団の古株。演技力はそこそこ。演出家の東郷に気に入られているらしい。麻倉雅美が留学を断念したため、代わりにロンドンの演劇学校へ1年留学する予定だった。由梨江の恋人。
田所義雄（だどころ よしお）
感情的で軽薄な性格。由梨江に好意を持ち、合宿中も積極的にアプローチする。中西貴子曰く「人を疑うのが得意」。
本多雄一（ほんだ ゆういち）
粗野な言動をするが、温厚な性格。実力派だが、人を惹きつける華がない。
中西貴子（なかにし たかこ）
色気と才能を兼ね備えた個性派女優。外見も内面もどこか抜けている雰囲気だが、暗い性格ではない。自由奔放で明るく、おしゃべり。感情が顔に出やすい。和幸に気があり、男性経験も豊富な様子。

### その他
小田伸一（おだ しんいち）
ペンション「四季」の管理者であり、オーナー。自宅は山荘から10分ほどの距離。山荘は若者向きではない地味なペンション。
東郷陣平（とうごう じんぺい）
劇団「水許」の演出家。奇抜な演出や稽古で有名だが、最近は落ち目という噂も。独裁的で、全てを一人で仕切ると評される。独身で、温子と恋人関係にあるという噂がある。オーディション合格者7名を山荘に集め、自身は姿を見せず速達で指示を出し、奇妙な舞台稽古をさせた。
麻倉雅美（あさくら まさみ）
劇団「水許」の元メンバー。才能はあるが、容姿は平凡で華がない。笠原温子とは同期でライバル。雨宮に恋していたらしい。今回のオーディションでは由梨江と同じ「ジュリエット」役を演じ、由梨江より数段優れた演技を見せた。しかし、落選のショックから演劇を辞め、実家のある飛騨高山へ帰郷。そこでスキー事故で崖から転落し半身不随となる。事故として処理されているが、滑降禁止場所を直滑降していたことから「自殺」ではないかという噂がある。事故当日、笠原温子、元村由梨江、雨宮恭介の三名が実家を訪ね、劇団に戻るよう説得していた。その後、雅美に電話があり、直後にスキーに行ったという。

## 作品説明
本作は、下記に挙げられるような特殊な設定がなされており、それが絶妙に絡み合うことで、ミステリ作品としてもうまく成立している。
仮想のクローズドサークル
本作の特筆すべき点として、早春の高原の山荘で行われる合宿で行われる「演劇練習」が行われるが、その演劇の初期設定として「閉ざされた雪山の山荘」という設定が与えられることで、仮想のクローズドサークルが形成される。
劇団員のメンバー達は不合格にされることを恐れて、山荘から逃げ出すことができず、さらに警察に電話したり、すぐ近所に管理人がいるにもかかわらず助けを求めることができない……という特殊なシチュエーションに置かれる。
犯行の真偽不明
さらに本作では、「本当に殺人が行われているのか」を劇団員たちや読者が察することが出来ないまま、物語が進行していくことも特筆すべき点である。登場人物たちは劇団の役者であり、「シナリオによって殺された」とされる仲間たちが山荘から消えていく状況になっても、一連の事象が合宿で進行している演技の脚本によるものなのか、それとも実際の殺人事件なのかを確信することができない。
同様に読者側の視点においても、犯行の一部始終まで含めて読み進めていくことになるのだが、犯行後に「殺され役の死体が出てこない」ことから殺人事件であると断定することができず、犯人のトリックを推理することが困難になっている。
三重構造の舞台
ここからはネタバレとなるが、本作の事件は『三重構造』で行われており、真犯人は「何もかも芝居という状況の中で、実際に殺人が起きる」ことを想定していた。しかし、協力者により真犯人は殺人を誤認させられることで、三重の舞台が出来上がっているのである。ここでの三重構造とは、下記のとおりである。

- 劇団員らの視点 ………… 芝居の演技によるものだと思っている。
- 真犯人の協力者の視点 … 双方を騙しながら、殺人劇を進めていく。
- 真犯人の視点 …………… 実際に、殺人が行われているように見える。

## 書籍情報
- 1992年3月5日（単行本） - 講談社ノベルス、ISBN 4-06-181607-1
- 1996年1月15日（文庫本） - 講談社文庫、ISBN 4-06-185909-9

## 映画
2024年1月12日に公開された。監督・脚本は飯塚健、主演は重岡大毅。

### キャスト
- 久我和幸：重岡大毅
- 中西貴子：中条あやみ[4]
- 田所義雄：岡山天音[4]
- 元村由梨江：西野七瀬[4]
- 笠原温子：堀田真由[4]
- 雨宮恭介：戸塚純貴[4]
- 麻倉雅美：森川葵[4]
- 本多雄一：間宮祥太朗[4]
- 東郷陣平の声：大塚明夫
- 麻倉雅美の母：堂坂更夜香
- 麻倉雅美の父：木村康雄
- 東郷陣平：カゴシマジロー[5]
- 相手役（麻倉雅美のオーディション）：市原朋彦[6]

### スタッフ
- 原作：東野圭吾『ある閉ざされた雪の山荘で』（講談社文庫）[2][7]
- 監督：飯塚健
- 脚本：加藤良太、飯塚健[7]
- 音楽：海田庄吾[7]
- 主題歌：WEST.「FICTION」[8]
- 製作：小西啓介、島田浩一、松本智、中村浩子、岡田美穂、渡辺勝也、森川真行、家頭義輝
- エグゼクティブプロデューサー：小西啓介
- 企画プロデュース：大畑利久
- プロデューサー：橋口一成、清家優輝
- アソシエイトプロデューサー：関口周平、石塚清和
- 撮影：山崎裕典、初野一英
- 照明：岩切弘治
- 録音：反町憲人
- 美術：相馬直樹
- 装飾：西野共未
- 小道具：三崎茉莉子
- 衣装：白石敦子
- ヘアメイク：内城千栄子
- スクリプター：石川愛子
- 編集：森下博昭
- VFXスーパーバイザー：斎藤大輔
- 音響効果：松浦大樹
- キャスティング：杉野剛
- 助監督：黒田健介
- 制作担当：竹内哲也、後藤一郎
- ラインプロデューサー：濱松洋一
- 制作プロダクション：ファインエンターテイメント[7]
- 製作幹事・配給：ハピネットファントム・スタジオ[7]
- 製作：映画『ある閉ざされた雪の山荘で』製作委員会（ハピネットファントム・スタジオ、ビー・ブレーブ、講談社、ストームレーベルズ、関西テレビ放送、トーハン、ファインエンターテイメント、中京テレビ放送）

## 舞台
2024年1月22日から28日まで大手町三井ホールで公演された。主演は室龍太。脚本は米山和仁。演出は野坂実。

### キャスト（舞台）
- 久我和幸：室龍太[9]
- 本多雄一：今江大地[9]
- 中西貴子：大野いと[10]
- 田所義雄：加藤良輔[10]
- 元村由梨江：本西彩希帆[10]
- 麻倉雅美：入来茉里[10]
- 笠原温子：綾凰華[10]
- 雨宮京介：小南光司[10]

### スタッフ（舞台）
- 原作：東野圭吾『ある閉ざされた雪の山荘で』（講談社文庫）[9]
- 脚本：米山和仁[9]
- 演出：野坂実[9]